# Ferenc Nagy
Ferenc Nagy (Bisse, 8 ottobre 1903 – Herndon, 12 giugno 1979) è stato un politico ungherese, capo del Partito dei Piccoli Proprietari Indipendenti.
Presidente dell'Assemblea nazionale dal 29 novembre 1945 al 5 febbraio 1946 e membro dell'Alto consiglio nazionale dal 7 dicembre 1945 al 5 febbraio 1946 ricoprì la carica di primi ministro dal 4 febbraio 1946 al 31 maggio 1947. Si sforzò di resistere alle pressioni esercitate dai comunisti che cercavano di ottenere il controllo completo dell'esecutivo. Nagy fu costretto alle dimissioni dopo che suo figlio venne rapito e come riscatto gli venne chiesto di ritirarsi dal governo e di pagare 300.000 franchi svizzeri. In seguito a questo episodio, facente parte della crisi del maggio 1947, chiese asilo politico negli Stati Uniti.
In seguito, negli anni '50, Nagy è presidente della controversa società Permindex, accusata di essere una società di copertura della presenza USA in Europa per operazioni di destabilizzazione politica